# Michel Bardinet
Michel-Henri Bardinet (Tolone, 15 novembre 1931 – Apt, 22 febbraio 2005) è stato un attore e doppiatore francese.

## Biografia
Dopo la laurea in giurisprudenza, ha frequentato corsi di recitazione con Mady Berry e Raymond Gérôme. Ha debuttato sul palcoscenico in spettacoli di successo, tra i quali L'ammutinamento del Caine di Herman Wouk, La diva Julia di William Somerset Maugham e, nella stagione 1964-65, in Lucrezia Borgia di Victor Hugo.
In televisione (dove debuttò nel 1958) è al fianco di Janine Vila nella popolare soap opera Janique Aimée (1963), apparendo in numerosi telefilm e miniserie. Nel cinema, ha ottenuto il suo primo piccolo ruolo nel 1957 in Mademoiselle strip-tease. Sul set di un altro film incontra Jeanne Valérie che sposa per poi divorziare dieci anni dopo. La sua carriera, arenatasi in Francia dal 1964, continuò nel cinema italiano due anni più tardi, dove apparve in una quindicina di film fino al 1973. A Roma conobbe una donna svedese, Grun Friberg, che sposò e dalla quale divorziò dopo dodici anni.
Rientrato in Francia, riprese più saltuariamente la carriera di attore sul grande schermo dedicandosi anche al doppiaggio: sue le voci francesi di Josef Sommer in Reds, George Gaynes in Tootsie, Terence Stamp in Wall Street, Leonard Nimoy in Star Trek III - Alla ricerca di Spock e numerosi altri. Nel cinema d'animazione diede la voce, tra gli altri, a Powathan in Pocahontas e Master Sebrian in Le nuove avventure di He-Man. L'ultima sua apparizione fu nella serie francese di telefilm Victoire ou la douleur de femmes del 2000 diretta da Nadine Trintignant, dove impersonava il professor Bardet.
Morì nel febbraio 2005 all'età di 73 anni.

## Filmografia

### Cinema
- Mademoiselle strip-tease, regia di Pierre Foucaud (1957)
- Femmina di fuoco (Chaleurs d'été), regia di Louis Félix (1958)
- Le insaziabili (Tant d'amour perdu), regia di Léo Joannon (1958)
- Le donne sono deboli (Faibles femmes), regia di Michel Boisrond (1959)
- La giumenta verde (La jument verte), regia di Claude Autant-Lara (1959)
- Le Panier à crabes, regia di Joseph Lisbona (1960)
- La Croix et la Bannière, regia di Philippe Ducrest (1960)
- Un Martien à Paris, regia di Jean-Daniel Daninos (1961)
- L'Art culinaire à travers les âges, regia di Jean-Marie Isnard (1961, corto)
- Bacio di una sera (Baiser du soir), episodio di Una matta voglia di donna (Les Baisers), regia di Jean-François Hauduroy (1963)
- La portatrice di pane (La porteuse de pain), regia di Maurice Cloche (1963)
- Cadavres en vacances, regia di Jacqueline Audry (1963)
- ...e la donna creò l'amore (Et la femme créa l'amour), regia di Fabien Collin (1964)
- Caccia all'uomo (Requiem pour un caïd), regia di Maurice Cloche (1964)
- Tecnica di un omicidio, regia di Francesco Prosperi (1966)
- Tiffany memorandum, regia di Sergio Grieco (1967)
- Ti ho sposato per allegria, regia di Luciano Salce (1967)
- La pecora nera, regia di Luciano Salce (1968)
- Il dolce corpo di Deborah, regia di Romolo Guerrieri (1968)
- La monaca di Monza, regia di Eriprando Visconti (1969)
- Brucia ragazzo, brucia, regia di Fernando Di Leo (1969)
- I ragazzi del massacro, regia di Fernando Di Leo (1969)
- Quella piccola differenza, regia di Duccio Tessari (1969)
- Con quale amore, con quanto amore, regia di Pasquale Festa Campanile (1970)
- L'allumeuse, episodio di Noi donne siamo fatte così, regia di Dino Risi (1971)
- Un posto ideale per uccidere, regia di Umberto Lenzi (1971)
- Senza movente (Sans mobile apparent), regia di Philippe Labro (1971)
- Sbatti il mostro in prima pagina, regia di Marco Bellocchio (1972)
- Abuso di potere, regia di Camillo Bazzoni (1972)
- Revolver, regia di Sergio Sollima (1973)
- Les noces de porcelaine, regia di Roger Coggio (1975)
- Mado, regia di Claude Sautet (1976)
- Le chasseur de chez Maxim's, regia di Claude Vital (1976)
- La fille de Prague avec un sac très lourd, regia di Danielle Jaeggi (1977)
- Qu'il est joli garçon l'assassin de papa, regia di Michel Caputo (1977) – voce narrante
- Una piccola storia d'amore (A little romance), regia di George Roy Hill (1979)
- Si elle dit oui... je ne dis pas non, regia di Claude Vital (1983)
- American Dreamer, regia di Rick Rosenthal (1984)
- L'amour propre ne le reste jamais très longtemps, regia di Martin Veyron (1985)
- L'invité surprise, regia di Georges Lautner (1989)

### Televisione
- Il mondo di Pirandello – serie TV, un episodio (1968)
- Operazione ladro (It Takes a Thief) – serie TV, episodio 3x03 (1969)
- L'età di Cosimo de' Medici, regia di Roberto Rossellini (1972)
- Agenti speciali ONU missione Eiffel (The Hostage Tower), regia di Claudio Guzman (1980) – film TV
- Il corpo di Marianna - Storie d'amore nella Rivoluzione francese (Les jupons de la révolution) – serie TV, un episodio (1989)
- Un commissario a Roma – serie TV, un episodio (1993)

## Doppiatori italiani
Nelle versioni italiane dei suoi film, l'attore è stato doppiato da:
- Gianfranco Bellini in La giumenta verde
- Cesare Barbetti in Tecnica di un omicidio
- Daniele Tedeschi in Tiffany memorandum
- Giorgio Piazza in Brucia ragazzo, brucia
- Carlo Sabatini in I ragazzi del massacro
- Oreste Lionello in Con quale amore, con quanto amore
- Pino Locchi in Un posto ideale per uccidere